# Jacques Almira
Jacques Almira, né Jacques Schaetzlé en 1950 à Sélestat, est un écrivain français, lauréat du Prix Médicis en 1975.

## Biographie
De son vrai nom Jacques Schaetzlé, Jacques Almira, d'origine alsacienne, vit sur la côte languedocienne, à Marseillan. Il a commencé à publier des romans grâce à Michel Foucault dont il a suivi les cours dans les années 1974-1975 au Collège de France, et à l'amitié de Thérèse de Saint-Phalle et Simone Gallimard.

## Récipiendaire
- Officier des Arts et Lettres (1995).
- Chevalier de la Légion d’honneur (2000).

## Œuvres
- 1975 : Le Voyage à Naucratis, Prix Médicis
- 1978 : Le Passage du désir, Gallimard
- 1979 : Le Marchand d'oublies, Gallimard
- 1984 : Terrass Hôtel, Gallimard
- 1986 : La Fuite à Constantinople, Prix des libraires
- 1988 : Le Sémaphore, Gallimard
- 1990 : Le Bal de la guerre ou la Vie de la princesse des Ursins, Gallimard
- 1991 : La Reine des zoulous, Mercure de France
- 1992 : Le Bar de la mer, Gallimard
- 1993 : Le Manège, Gallimard
- 1998 : Le Salon des apogées ou la Vie du prince Eugène de Savoie, Gallimard
- 2002 : La Norme, Buchet-Chastel
- 2003 : La Leçon des ténèbres, Le Cercle [édition de poche en 2005]